# Иона (мученик)
Иона (ум. около 327) — святой, из числа первых 11 мучеников в Персии, пострадавших в 327 в царствование Сапора. 
Иона и его друг Варахисий, сельские жители, были арестованы во время посещения заключённых-христиан. Представители местной власти избили Иону, протащили по замёрзшему озеру, отрезали ему пальцы и язык, содрали кожу с головы. После этого святого пытались сварить в котле со смолой, но, по христианским преданиям, он остался невредим. Иону поместили в тиски и, наконец, перепилили. Житие Ионы, убитого вслед за ним Варахисия и девяти христиан, казнённых несколькими днями ранее, написал чиновник Исайя. Их мартиролог присутствует в западных и восточных средневековых списках, канон был написан Иосифом Песнописцем. Память празднуется 28 марта (ст. ст.)/10 апреля (нов. ст.). Святые персидские мученики Иона и Варахисий и по сей день помогают христианам (по молитве, обращаемой к ним) в скорбях и обстояниях - например, сосредоточиться, собрать рассеянные мысли.